# Poza Ricade Hidalgo
Poza Ricade Hidalgo là một đô thị thuộc bang Veracruz, México. Năm 2005, dân số của đô thị này là 181438 người.